# Tony Schumacher (autrice allemande)
Tony Schumacher (Louisbourg, 17 mai 1848 - 10 juillet 1931) est une autrice de livre pour enfants allemande.